# Ožujsko

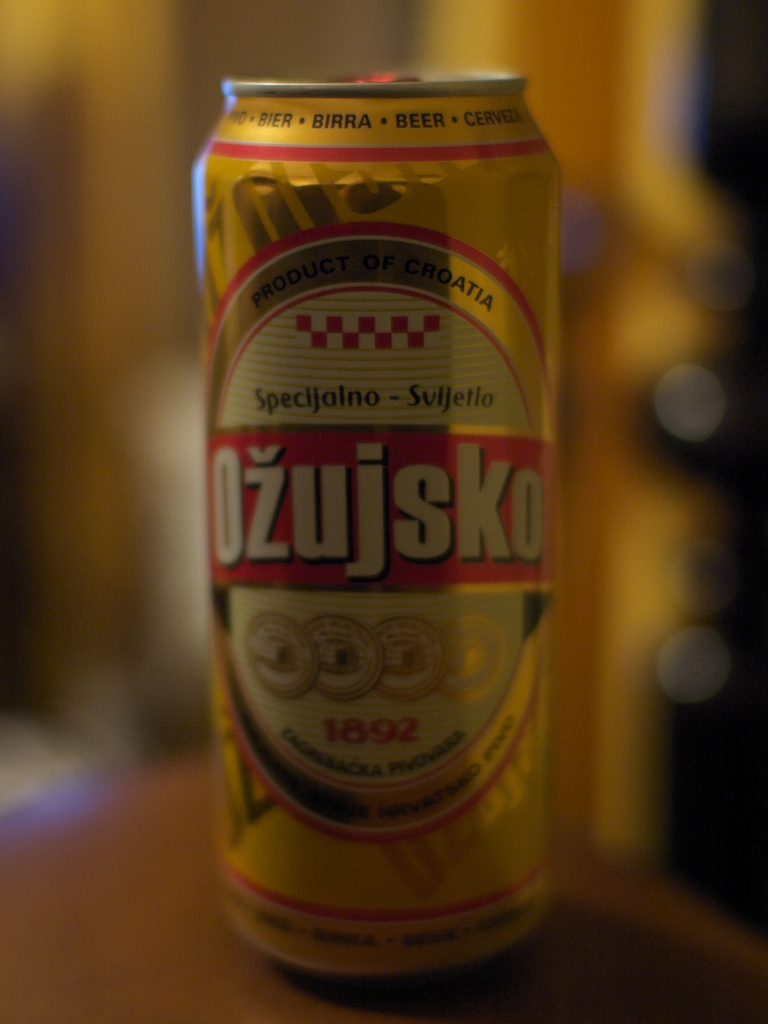
En burk Ožujsko.

Ožujsko är ett ölmärke som tillverkas av det kroatiska bryggeriet Zagrebačka pivovara d.d. som har sitt säte i huvudstaden Zagreb. Ožujsko tillverkas sedan 1893 och är ett ljust lageröl uppkallat efter månaden mars (kroatiska: ožujak) då det, enligt traditionen, bästa ölet tillverkas. 
Ožujsko är med en marknadsandel på 40% (2009) Kroatiens populäraste ölsort. Det innehåller vatten, kornmalt, majsgröpe, humle och har en alkoholhalt på 5,2%. 